# Sprezzatura

Retrato de Baltasar de Castiglione (Rafael Sanzio, 1515)

Sprezzatura es una palabra italiana, acuñada como concepto referido a un tipo de actitud seguramente en el siglo XV y desarrollado por Baldassarre Castiglione en su obra magna El Cortesano. 
El término en dicha obra aparece como cualidad esencial de todo príncipe o cortesano, consistente en no demostrar afectación alguna, en una actitud sprezzante -distante- tomando como ejemplos directos de cortesanos a los Médici, familia dominante de Florencia (especialmente a Juliano II de Médici, duque de Nemours), y sobre todo a algunos de los Gonzaga, familia dominante de Mantua. 
La sprezzatura sería "la desenvoltura y seguridad propia del caballero cortesano que consiste en disimular un sentimiento o actitud con estudiado ejercicio y gracia".
En el contexto cultural del Manierismo, para Vasari sprezzatura se entiende como "negligencia intencional". El propio Vasari teorizó acerca de la grazia, una cualidad estética indefinible.
En la música italiana del siglo XVI describe un nivel compositivo y de ejecución que connota aspectos del recitar cantando teorizado en la Camerata de' Bardi.